# 破六韓抜陵
破六韓 抜陵（破六汗 抜陵、はろくかん ばつりょう、生没年不詳）は、破落汗 抜陵（はらくかん ばつりょう）とも書かれ、北魏の六鎮の乱の指導者である。本貫は沃野鎮。

## 経歴
匈奴の右谷蠡王潘六奚の後裔とされる。
524年（正光5年）3月、沃野鎮で人々を集めて反乱を起こし、沃野鎮将を殺害し、真王元年の元号を立てた。部将の衛可孤らを東に派遣して、武川鎮と懐朔鎮を包囲させた。4月に高平鎮の胡琛が起兵するなど、抜陵に呼応して反乱を起こすものが相次いだ。5月、抜陵は北魏の臨淮王元彧を五原で撃破した。また安北将軍の李叔仁を白道で撃破した。北魏の李崇が崔暹・広陽王元淵・李神軌らを率いて北伐してくると、抜陵は7月に白道の北で崔暹を破り、李崇に猛攻を加えて李崇を雲中に撤退させた。抜陵は李崇と対峙して冬に及んだ。李崇は長史の祖瑩による軍資横領事件の責任を問われて、洛陽に召還され、魏軍の指揮権は広陽王元淵に引き継がれた。
525年（孝昌元年）3月、抜陵の別帥の王也不盧らが懐朔鎮を攻め落とした。柔然の阿那瓌が北魏を救援するために起兵し、10万の兵を率いて武川鎮から沃野鎮を攻撃してきた。抜陵は柔然に連敗した。6月、抜陵は五原に駐屯する北魏の広陽王元淵の軍を包囲したが、賀抜勝率いる騎兵200に敗れ、撤退を余儀なくされた。また北魏の長流参軍の于謹が抜陵麾下の西部鉄勒を調略して3万戸あまりを脱落させた。抜陵は広陽王元淵の伏兵の攻撃を受けて敗走し、さらには抜陵は柔然に敗れた。抜陵は少数の部下とともに北河を南に渡って逃走した。抜陵の終焉は知られていない。